# Giovanni Battista Ala
Pour les articles homonymes, voir Ala (homonymie).
Giovanni Battista Ala (Monza, au XVIe siècle - peut-être 1612) est un organiste et un compositeur italien, qui a vécu en Lombardie pendant la seconde moitié du XVIe siècle et au début du XVIIe siècle. À Milan, il a exercé comme organiste à l'église de Santa Maria dei Servi (it).

## Biographie
Selon les diverses sources bibliographiques, Giovanni Battista Ala est né à Monza dans la seconde moitié du XVIe siècle. L'organiste serait mort à l'âge de 32 ans. Selon Gerber, la date du décès est 1612; cependant, les œuvres du compositeur ont été publiées dans les années qui ont suivi sa mort (entre 1617 et 1634).

## Style de composition
Une analyse des différentes compositions de l'auteur montre que ces œuvres utilisent un style monodique et concertant, nouveau à l'époque.

## Œuvres
- Concerti ecclesiastici ad 1,2,3,4 voci (libri I, II e partitura per organo)
- Madrigali a 2 accomodate per cantare co'l clavicordo, chitarrone & altri strumenti
- Armida abbandonata & l'Amante occulto. Madrigali [a] 4 & Arie a i e 2 voci
- Madrigali a 2, 3 & 4 voci, libro 5 op. 9
- Autres nombreuses compositions comme des madrigaux, motets et un Magnificat publiés dans d'autres collections de différents auteurs.